# 武烈
武烈（1460年八月）是明朝地方起義者李添保的年号，前后共1年。见于《明史·李震传》。

## 西曆紀年對照表
| 武烈 | 元年   |
| ---- | ------ |
| 公元 | 1460年 |
| 干支 | 庚辰   |

## 同期存在的其他政权年号
- 中國
  - 天顺（1457年－1464年）：明朝—明英宗朱祁鎮之年号
- 越南
  - 天興或天與 （1459年－1460年）：后黎朝—黎前废帝黎宜民之年号
  - 光順（1460年－1470年）：后黎朝—黎圣宗黎思诚之年号
- 日本
  - 长禄（1457年－1460年）：后花园天皇之年號
  - 宽正（1460年－1466年）：后花园天皇与後土御門天皇之年號

## 參看
- 中国年号索引